# گی امبونگو
گی امبونگو (فرانسوی: Guy M'Bongo‎؛ زادهٔ ۲۳ سپتامبر ۱۹۶۸) بازیکن بسکتبال اهل جمهوری آفریقای مرکزی بود. وی در بازی‌های المپیک تابستانی ۱۹۸۸ شرکت کرده‌است.